# روابط اسرائیل و نپال
روابط اسرائیل و نپال، که در ۱ ژوئن ۱۹۶۰ برقرار شد، روابط دیپلماتیک اسرائیل و نپال است که نپال را به عنوان اولین کشور آسیایی که با اسرائیل روابط دیپلماتیک برقرار کرد تبدیل می‌کند.
بیشوشوار پراساد کویرالا، نخست‌وزیر نپال از سال ۱۹۵۹ تا ۱۹۶۰، سیاست خارجی کاملاً طرفدار اسرائیل داشت. رئیسان مختلف کشور از جمله پادشاه، رئیس دولت، وزرا و غیره از اسرائیل دیدار کرده و سیاست خارجی خود را ادامه داده‌اند. بجز یک دوره کوتاه ۹ ماهه دولت مائوئیستی در نپال، به‌طور کلی همه دولتهای دیگر نپال سیاست خارجی کاملاً طرفدار اسرائیل داشته‌اند. با این حال، نپال یکی از کشورهایی نیست که بر خلاف کشورهایی مانند ایالات متحده، استرالیا، کانادا، اسرائیل، جزایر مارشال، میکرونزی، پالائو، پاناما، جمهوری چک و نائورو از اجازه دادن به وضعیت ناظر فلسطین در سازمان ملل خودداری کند.

## روابط سیاسی

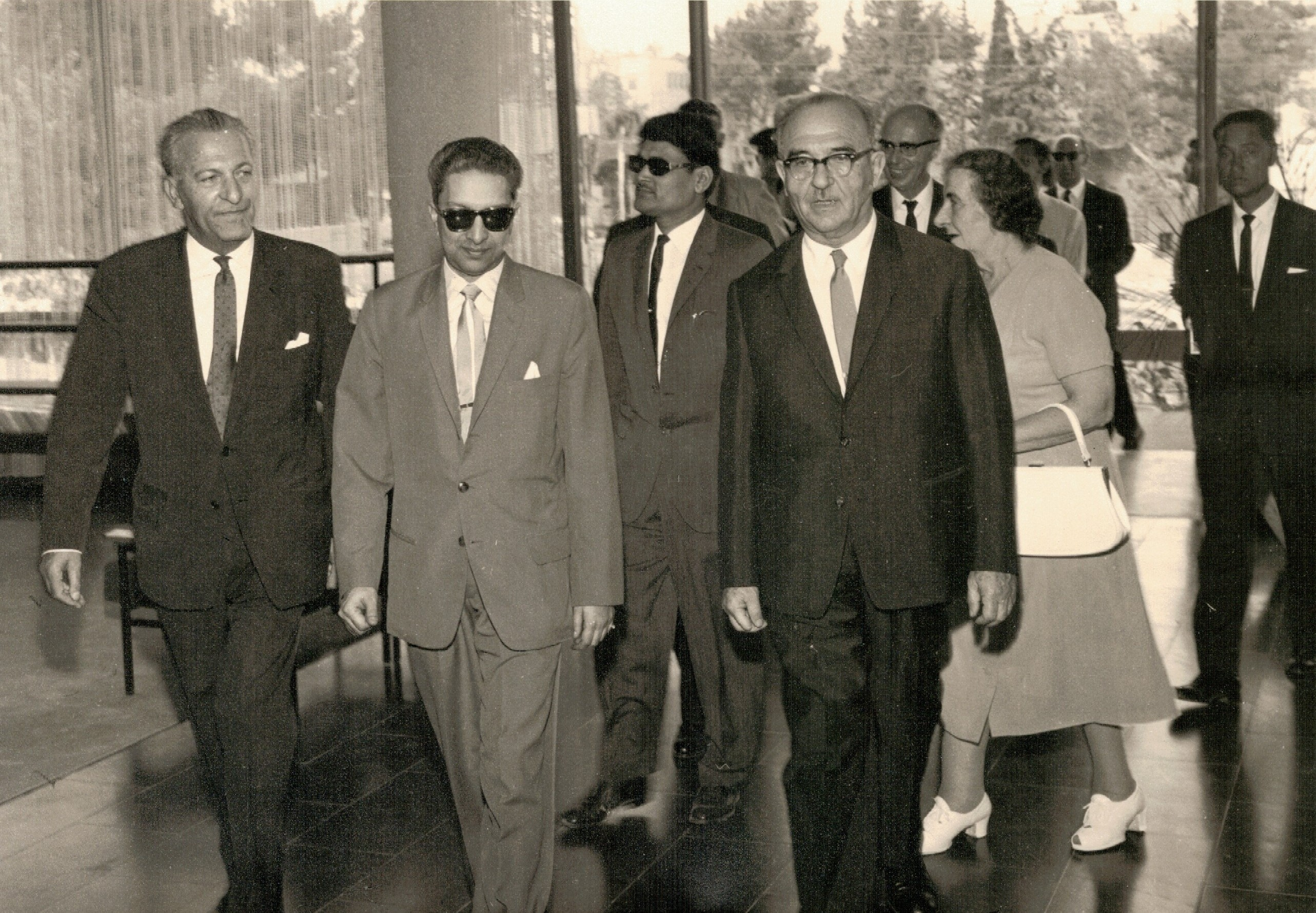
شاه ماهندرا با نخست‌وزیر لوی اشکول، ۱۹۶۳

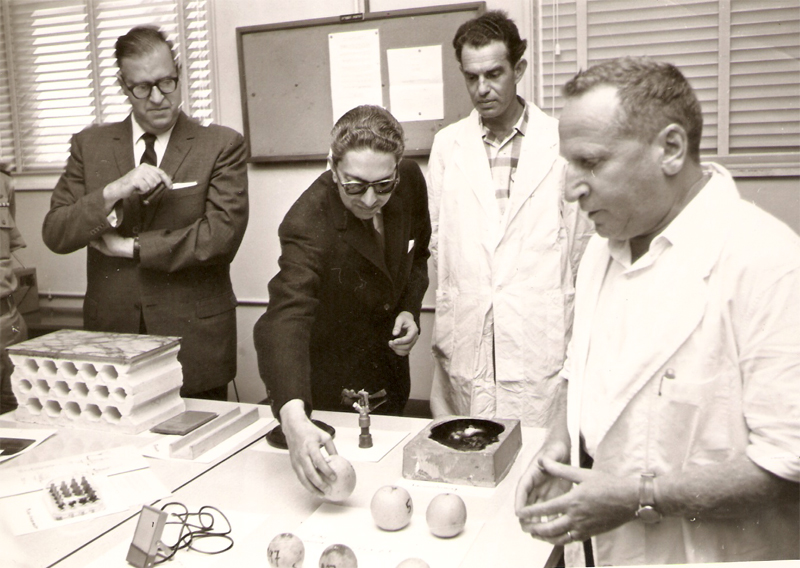
شاه ماهندرا نپال (دوم از چپ) در سال ۱۹۵۸ در بازدید از موسسه علوم وایزمن در اسرائیل.

روابط دیپلماتیک بین نپال و اسرائیل در ۱ ژوئن ۱۹۶۰ برقرار شد. از زمان برقراری روابط، نپال از اسرائیل در سطح بین‌المللی حمایت کرده‌است. اسرائیل در مارس ۱۹۶۱ سفارت خود را در کاتماندو بازگشایی کرد. سفیر نپال در مصر ابتدا در اسرائیل معتبر شناخته شد. نپال همچنین کنسولگری افتخاری نپال در اسرائیل را در سال ۱۹۹۳ و سفارت خود را در سال ۲۰۰۷ افتتاح کرد. سفیر کنونی نپال در اسرائیل بایجا نات تاپالیا است که در ۱۹ مارس ۲۰۰۸ مدارک خود را به رئیس‌جمهور پرز اهدا کرد.
نپال اولین و تا همین اواخر تنها کشوری در جنوب آسیا است که اسرائیل را به رسمیت می‌شناسد. نپال روابط دیپلماتیک خود را حفظ کرده و همچنان از حق اسرائیل در مرزهای امن و شناخته شده جهانی حمایت می‌کند. نپال به قطعنامه‌های ۲۴2 (1967) و ۳۳8 (1973) شورای امنیت رای مثبت داد که بر اساس آن حق همه کشورهای منطقه در صلح زندگی می‌کرد. نپال همچنین از هر ابتکاری که به دنبال حل مشکلات خاورمیانه باشد مانند توافق‌نامه کمپ دیوید که در سال ۱۹۷۸ بین مصر و اسرائیل امضا شد و روند صلح جدید که هر از گاهی توسط کشورهایی مانند ایالات متحده حمایت می‌شود استقبال کرده‌است.
در سال ۱۹۷۵، مجمع عمومی سازمان ملل متحد قطعنامه ای با حمایت اعراب (۳۳۷۹) را تصویب کرد که صهیونیسم و نژادپرستی و تبعیض نژادی را مساوی می‌کند. نپال در طول بحث و گفتگو دربارهٔ این موضوع ابراز قوت می‌کرد و از قطعنامه حمایت نمی‌کرد. در چارچوب صلح مجدد در غرب آسیا، ایالات متحده ابتکاراتی را برای معرفی پیش نویس قطعنامه ای برای لغو قطعنامه ۳۳۷۹ از ۱۹۷۵ در چهل و چهارمین نشست UNGA انجام داد. اکثریت قریب به اتفاق پیش نویس قطعنامه را تصویب کردند. نپال به قطعنامه رای مثبت داد. اسرائیل، آمریکا و کشورهای غربی از حمایت نپال از این قطعنامه قدردانی کردند.
نپال از توافقنامه تاریخی امضا شده بین اسرائیل و سازمان آزادیبخش فلسطین در ۱۳ سپتامبر ۱۹۹۳ در واشینگتن دی سی، در مورد خودمختاری فلسطینیان در نوار غزه و شهر کرانه باختری جریکو و همچنین توافق‌نامه امضا شده در ۱۰ سپتامبر ۱۹۹۳ در مورد شناخت متقابل هر یک دیگر استقبال کرد. نخست‌وزیر پیشین گیریجا پراساد کویرالا برای این تصمیم شجاعانه که به آنها اتخاذ شد، از ییتزحک رابین، نخست‌وزیر اسرائیل و یاسر عرفات، رئیس‌جمهور و رئیس جنبش آزادی‌بخش فلسطین قدردانی کرد و ابراز امیدواری کرد که این امر در برقراری صلح، نظم و ثبات در غرب آسیا کمک کند.
نپال از آتش‌بس اعلام شده پس از نشست بین نخست‌وزیر اسرائیل آریل شارون و رهبر فلسطین محمود عباس در ۸ فوریه ۲۰۰۵ در مصر برای پایان دادن به چهار سال خونریزی استقبال کرد.
نپال در ۱۳ اوت ۲۰۰۷ سفارت خود را در تل آویو، اسرائیل افتتاح کرد.

## همکاری اقتصادی
اسرائیل و نپال روابط اقتصادی در حال پیشرفت دارند. اسرائیل در زمینه‌های تخصصی فنی به نپال کمک می‌کند و نپال نیروی انسانی اسرائیل را تأمین می‌کند. اتاق بازرگانی هر دو کشور همچنین دارای پیوندهای تجاری است. اتاق بازرگانی اسرائیل و نپال بخشی از اتاق بازرگانی اسرائیل و آسیا است و ریاست آن را آنات برنشتاین-رایش و راویو بایرون بر عهده دارند. اتاق بازرگانی نپال و اسرائیل مستقر در کاتماندو در سال ۲۰۲۰ تأسیس شد و یک تفاهم نامه برای تقویت همکاری بین دو اتاق خواهر امضا شد.

### نیروی انسانی
نپال نیروی انسانی اسرائیل را تأمین می‌کند. تعدادی از شهروندان نپالی در اسرائیل کار می‌کنند و تقاضای نیروی انسانی بیشتر از نپال وجود دارد.
تخمین زده می‌شود که حدود ۱۲٬۰۰۰ کارگر خارجی نپالی در اسرائیل اقامت دارند که بیشتر آنها زنانی هستند که به عنوان مراقب کار می‌کنند.
اسرائیل تصریح کرده‌است که به دلیل رفتارهای نادرست عوامل نیروی انسانی نپالی اجازه نمی‌دهد کارگران نپالی در خاک خود کار کنند و تلاش‌های نپالی را برای بازگشایی اسرائیل به عنوان یک مقصد کار بی فایده کند.
اسرائیل در آوریل ۲۰۰۹ کارگران نپالی را متوقف کرده بود و می‌گفت عوامل نیروی انسانی نپالی هزینه‌های گزافی را برای کارگران در نظر گرفته‌اند، رابطه ای با کارگزاران نپالی مستقر در اسرائیل ایجاد کرده و کارگران کم مهارت اعزام می‌کنند.
به گفته منابع در وزارت کار، اخیراً، اسرائیل به مأموریت نپالی در اسرائیل تصریح کرده‌است، تا زمانی که فعالیت‌های عوامل نیروی انسانی «بهبود نیابد» روند استقبال از کارگران نپالی را بازگشایی نمی‌کند.

### تجارت
طی سفر رسمی نخست‌وزیر وقت گیریجا پراساد کویرالا به اسرائیل، پروتکل همکاری بین فدراسیون اتاقهای بازرگانی و صنایع نپال و فدراسیون اتاقهای بازرگانی اسرائیل در تل آویو امضا شد. تجارت بین نپال و اسرائیل به نفع اسرائیل باقی مانده‌است. اقلام صادراتی نپال بالغ بر ۳٬۱۷۵٬۶۸۲ روپیه و واردات ۴۸۳٬۶۹۵٬۰۴۴ روپیه بود که طبق اعلام مرکز حمایت از تجارت در سال مالی ۲۰۰۳/۰۴ ۴۸۰٬۵۱۹٬۳۶۲ روپیه تجاری کسری داشت. در ۲۱ مه ۲۰۲۰، تفاهم نامه ای برای ارتقای تجارت بین اتاق بازرگانی نپال و اسرائیل، مستقر در نپال و اتاق بازرگانی اسرائیل و آسیا امضا شد که سازمان چتری برای اتاق بازرگانی اسرائیل-هند و نپال است.

### تسکین فاجعه
پس از زلزله ۲۰۱۵ نپال، اسرائیل از اولین کسانی بود که به نپال کمک ارسال کرد. اسرائیل هیاتی متشکل از ۲۶۴ نفر را برای مأموریت‌های جستجو و نجات و بیش از ۹۵ تن تجهیزات از جمله بیمارستان صحرایی اعزام کرد.